# Central Park Place
Le Central Park Place est un gratte-ciel de New York. Il a été construit en 1988 et mesure 191 mètres pour cinquante-six étages.